# Novo millennio ineunte

Brasão de São João Paulo II

Novo millennio ineunte (No início do novo milênio) é uma carta apostólica do Papa João Paulo II, dirigida ao Bispo Clero e fiéis leigos, "No final do Grande Jubileu de 2000".
A carta apostólica descreve as prioridades da Igreja Católica para o terceiro milênio e além.

## Contexto
O parágrafo de abertura cita Jesus convidando o apóstolo Simão Pedro a "lançar-se às profundezas" para pegar uma pegadinha: "Duc in altum" (Lucas 5,4). Esta frase foi frequentemente repetida pelo papa João Paulo II e citada por outros. Pedro e seus companheiros confiaram nas palavras de Cristo e lançaram as redes. "Quando fizeram isso, capturaram um grande número de peixes" (Lucas 5,6).

## Cristo no centro
Compreendido no seu mistério divino e humano, Cristo é o fundamento e o centro da história, é o seu significado e o seu objetivo último. ...A sua encarnação, que culmina no mistério pascal e no dom do Espírito, é o coração pulsante do tempo, a hora misteriosa em que o Reino de Deus chegou até nós (cf. Marcos 1,15), enraizou-se de fato na nossa história, como a semente destinada a tornar-se uma grande árvore (cf. Marcos 4,30-32).
O programa já existe: é o plano encontrado no Evangelho e na Tradição viva, é o mesmo de sempre. Em última análise, tem o seu centro no próprio Cristo, que deve ser conhecido, amado e imitado, para que nele possamos viver a vida da Trindade, e com ele transformar a história até ao seu cumprimento na Jerusalém celestial. É um programa que não muda com as mudanças dos tempos e das culturas, ainda que tenha em conta o tempo e a cultura em prol de um verdadeiro diálogo e de uma comunicação eficaz. Este programa para todos os tempos é o nosso programa para o Terceiro Milênio.

## Prioridades
A maior prioridade é a santidade ou santidade: "Todos os cristãos fiéis... são chamados à plenitude da vida cristã". (n. 30)
A segunda prioridade é o meio básico de alcançar a santidade: "Este treinamento em santidade exige uma vida cristã diferenciada acima de tudo na arte da oração". (n. 32)
Outra prioridade é a Nova Evangelização : "Ao longo dos anos, muitas vezes repeti a convocação para a nova evangelização. Faço isso novamente agora, especialmente para insistir em que devemos reacender em nós mesmos o ímpeto do começo e nos deixar encher do ardor da pregação apostólica que se seguiu ao Pentecostes. Devemos reviver em nós mesmos a convicção ardente de Paulo, que clamou: 'Ai de mim, se eu não pregar o Evangelho' ( I Coríntio 9,16)." (n. 40)